# كارل شنايدر (أستاذ جامعي)
كارل شنايدر (بالألمانية: Carl Schneider)‏ هو طبيب نفسي ألماني، ولد في 19 ديسمبر 1891، وتوفي في 11 ديسمبر 1946 في فرانكفورت في ألمانيا بسبب شنق.